# Северанс (Канзас)
Северанс (енгл. Severance) град је у америчкој савезној држави Канзас.

## Демографија
По попису из 2010. године број становника је 94, што је 14 (-13,0%) становника мање него 2000. године.
| Група             | 2000.        | 2010.       |
| Белци             | 108 (100,0%) | 94 (100,0%) |
| Афроамериканци    | 0 (0,0%)     | 0 (0,0%)    |
| Азијати           | 0 (0,0%)     | 0 (0,0%)    |
| Хиспаноамериканци | 0 (0,0%)     | 0 (0,0%)    |
| Укупно            | 108          | 94          |